# Eduard Stemplinger

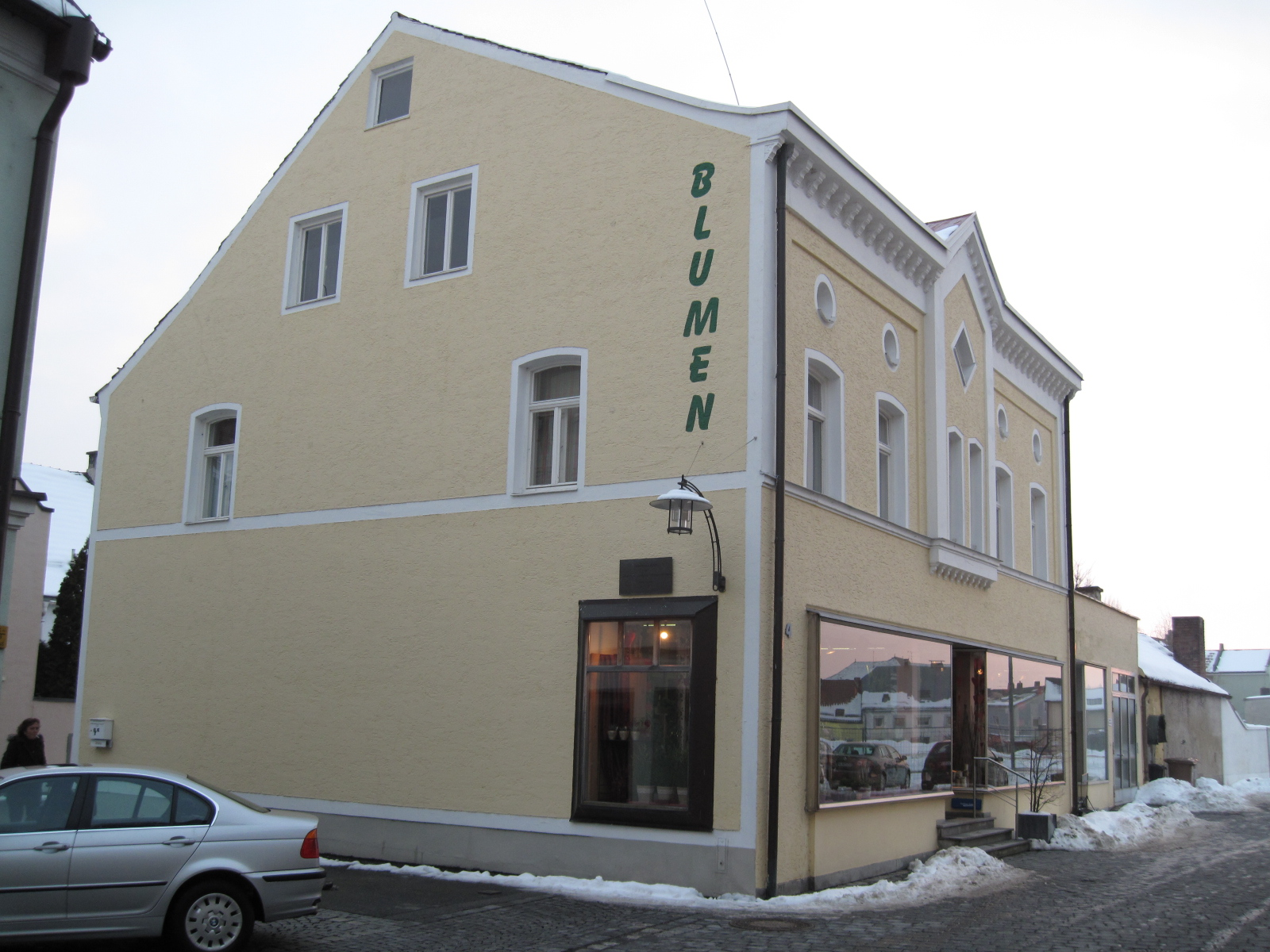
Plattling, Preysingplatz 4: Geburtshaus von Eduard Stemplinger

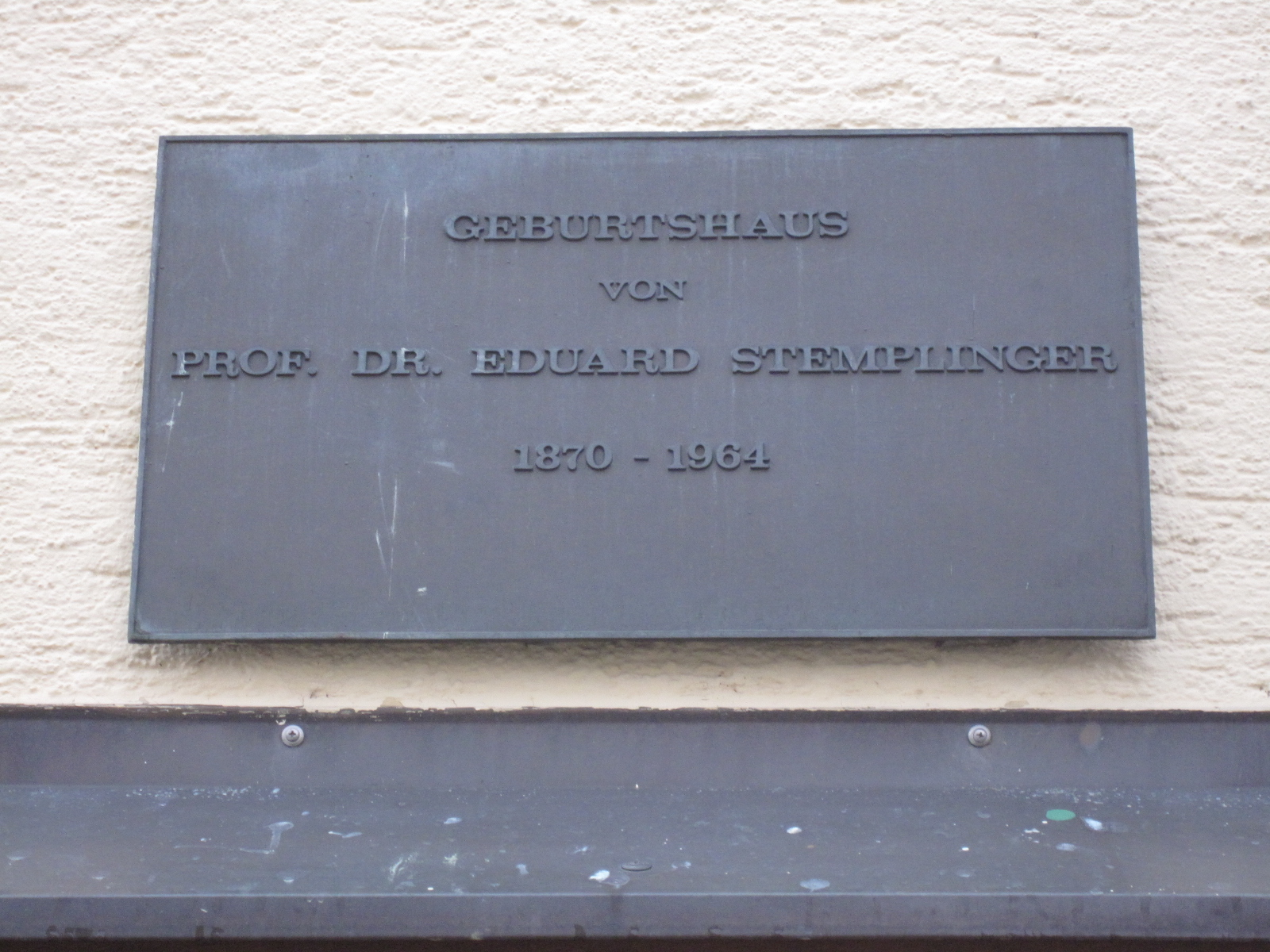
Gedenktafel am Geburtshaus

Eduard Stemplinger (* 6. Januar 1870 in Plattling; † 25. Februar 1964 in Elbach bei Miesbach) war ein deutscher Gymnasiallehrer und Schriftsteller.
Stemplinger studierte an der Universität München Klassische Philologie, Germanistik und Geschichte. Dort wurde er 1893 promoviert und legte das 1. Staatsexamen ab. Anschließend war er als Lehrer in Neuburg an der Donau, Schäftlarn, München, Würzburg, Augsburg sowie erneut München tätig. Von 1921 bis zu seiner Pensionierung 1934 war er Leiter des humanistischen Gymnasiums in Rosenheim.
Stemplinger hat über 60 Bücher geschrieben oder herausgegeben. Er folgte vielen Spuren der Antike in seiner bayerischen Heimat und dichtete Ovid und Horaz im bairischen Dialekt nach. Seit 1941 lebte Stemplinger in Elbach.
1955 erhielt er das Verdienstkreuz (Steckkreuz) der Bundesrepublik Deutschland, am 15. Dezember 1959 wurde ihm der Bayerische Verdienstorden verliehen. 1961 erhielt er den Bayerischen Poetentaler.

## Werke (Auswahl)
- Horaz in der Lederhos’n, J. Lindauer Verlag, 1905, 5. Auflage 1965, ISBN 3-87488-312-4.
- Vom Dirndel- und Buab’nfang. Frei nach Ovids ars amatoria, 1922.
- Oberbayerische Märchen. 2 Bände, 1924–26.
- Buchhandel im Altertum. 1927.
- Lernjahre. Jugend in Altbayern, 1931, neu hrsg. von Florian Jung, Winzer 2002, ISBN 3-933047-87-0.
- Richard Wagner in München 1864-1870 – Legende und Wirklichkeit. München, Verlag Knorr & Hirth, 1933.
- Ernte aus Altbayern, 1936.
- Antiker Volksglaube, 1948.